# Fußball-Oberliga Baden-Württemberg 2012/13
Die Saison 2012/13 der Oberliga Baden-Württemberg war die 35. Spielzeit der Fußball-Oberliga Baden-Württemberg und die fünfte als fünfthöchste Spielklasse in Deutschland. Der Meister und Aufsteiger in die Regionalliga Südwest war die SpVgg Neckarelz mit fünf Punkten Vorsprung auf den FC-Astoria Walldorf.
In die Verbandsligen stiegen der Offenburger FV, der FSV 08 Bissingen und der FC Singen 04 ab.
Die Aufsteiger waren der SV Oberachern aus der Verbandsliga Südbaden, der 1. FC Bruchsal aus Verbandsliga Baden sowie die zweite Mannschaft des 1. FC Heidenheim aus der Verbandsliga Württemberg, die als jeweiliger Staffelmeister direkt aufstiegen. Über die Aufstiegsrunde der Vizemeister qualifizierte sich der FV Ravensburg aus der Verbandsliga Württemberg.
Der Torschützenkönig wurde Dejan Bozic vom FC-Astoria Walldorf mit 22 Treffern.

## Auf- und Abstiegsregelung
- Aufstieg in die Regionalliga Südwest

Für den Aufstieg in die Regionalliga Südwest ist der Meister sportlich qualifiziert.
- Abstieg aus der Oberliga Baden-Württemberg

Die drei Mannschaften auf den Plätzen 16 bis 18 der Oberliga Baden-Württemberg steigen am Ende der Saison in die jeweiligen Verbandsligen ihres Verbandes ab. Sollte sich unter den Absteigern aus der Regionalliga Südwest ein Verein aus den baden-württembergischen Fußballverbänden befinden, steigt die Anzahl der Absteiger aus der Oberliga Baden-Württemberg auf vier. Gibt es in der Regionalliga Südwest mehr Absteiger aus dem Gebiet der baden-württembergischem Fußballverbände steigt die Anzahl der Absteiger in der Oberliga Baden-Württemberg auf maximal sechs Vereine bei gleichzeitiger Aufstockung der Liga auf maximal 21 Klubs.
- Aufstieg in die Oberliga Baden-Württemberg

Aus den Verbandsligen Baden, Südbaden und Württemberg steigen die drei Meister sowie einer der drei Vizemeister über eine Aufstiegsrunde auf.

## Tabelle
| Pl. | Verein                 | Sp. | S  | U  | N  | Tore    | Diff. | Punkte |
| --- | ---------------------- | --- | -- | -- | -- | ------- | ----- | ------ |
| 1.  | SpVgg Neckarelz        | 34  | 26 | 4  | 4  | 078:290 | +49   | 82     |
| 2.  | FC-Astoria Walldorf    | 34  | 23 | 8  | 3  | 074:270 | +47   | 77     |
| 3.  | VfR Mannheim           | 34  | 21 | 5  | 8  | 056:310 | +25   | 68     |
| 4.  | FC Nöttingen           | 34  | 16 | 12 | 6  | 058:330 | +25   | 60     |
| 5.  | SGV Freiberg (N)       | 34  | 17 | 6  | 11 | 068:520 | +16   | 57     |
| 6.  | Bahlinger SC           | 34  | 16 | 2  | 16 | 067:570 | +10   | 50     |
| 7.  | SSV Reutlingen 05      | 34  | 14 | 4  | 16 | 059:580 | +1    | 46     |
| 8.  | Kehler FV              | 34  | 11 | 13 | 10 | 033:340 | −1    | 46     |
| 9.  | FSV Hollenbach         | 34  | 13 | 7  | 14 | 048:550 | −7    | 46     |
| 10. | TSG Balingen           | 34  | 13 | 6  | 15 | 050:540 | −4    | 45     |
| 11. | FC 08 Villingen        | 34  | 12 | 8  | 14 | 044:460 | −2    | 44     |
| 12. | Karlsruher SC II (A)   | 34  | 11 | 10 | 13 | 044:550 | −11   | 43     |
| 13. | TSV Grunbach (N)       | 34  | 11 | 9  | 14 | 052:570 | −5    | 42     |
| 14. | Stuttgarter Kickers II | 34  | 8  | 10 | 16 | 044:570 | −13   | 34     |
| 15. | SV Spielberg           | 34  | 8  | 8  | 18 | 046:800 | −34   | 32     |
| 16. | Offenburger FV         | 34  | 6  | 11 | 17 | 039:570 | −18   | 29     |
| 17. | FSV 08 Bissingen (N)   | 34  | 7  | 5  | 22 | 039:740 | −35   | 26     |
| 18. | FC Singen 04 (N)       | 34  | 7  | 4  | 23 | 043:860 | −43   | 25     |

| (A) | Absteiger aus der Regionalliga Süd 2011/12 |
| (N) | Aufsteiger aus der Verbandsliga            |

## Kreuztabelle
Die Kreuztabelle stellt die Ergebnisse aller Spiele dieser Saison dar. Die Heimmannschaft ist in der linken Spalte, die Gastmannschaft in der oberen Zeile aufgelistet.
| 2012/13                | Karlsruher SC II | VfR Mannheim | SpVgg Neckarelz | TSG Balingen | FC Nöttingen | FC-Astoria Walldorf | FSV Hollenbach | SSV Reutlingen 05 | Kehler FV | Bahlinger SC | FC 08 Villingen | Offenburger FV | SV Spielberg | Stuttgarter Kickers II | TSV Grunbach | FC Singen 04 | SGV Freiberg | FSV 08 Bissingen |
| ---------------------- | ---------------- | ------------ | --------------- | ------------ | ------------ | ------------------- | -------------- | ----------------- | --------- | ------------ | --------------- | -------------- | ------------ | ---------------------- | ------------ | ------------ | ------------ | ---------------- |
| Karlsruher SC II       |                  | 0:2          | 0:1             | 3:3          | 0:2          | 0:2                 | 0:2            | 1:0               | 2:2       | 1:3          | 0:0             | 1:0            | 2:0          | 4:3                    | 1:0          | 1:1          | 1:4          | 3:1              |
| VfR Mannheim           | 0:3              |              | 0:4             | 1:3          | 0:0          | 0:0                 | 2:0            | 2:0               | 0:0       | 3:0          | 2:0             | 2:1            | 3:0          | 3:1                    | 2:0          | 3:0          | 4:1          | 2:0              |
| SpVgg Neckarelz        | 1:1              | 1:2          |                 | 2:0          | 2:1          | 2:0                 | 3:0            | 2:1               | 2:0       | 4:2          | 1:2             | 3:0            | 3:1          | 3:0                    | 2:1          | 2:1          | 1:0          | 8:0              |
| TSG Balingen           | 3:1              | 1:0          | 1:3             |              | 0:1          | 1:3                 | 2:2            | 2:0               | 2:0       | 3:1          | 1:0             | 3:1            | 2:1          | 0:0                    | 3:1          | 1:3          | 2:4          | 0:2              |
| FC Nöttingen           | 4:0              | 0:0          | 2:1             | 4:1          |              | 0:0                 | 3:0            | 5:1               | 1:1       | 4:1          | 2:0             | 2:2            | 2:2          | 1:2                    | 0:0          | 3:3          | 2:2          | 2:1              |
| FC-Astoria Walldorf    | 3:0              | 2:0          | 0:1             | 2:1          | 2:0          |                     | 3:1            | 3:0               | 1:1       | 3:1          | 2:0             | 1:1            | 4:0          | 1:1                    | 4:2          | 1:0          | 1:2          | 1:0              |
| FSV Hollenbach         | 1:2              | 1:3          | 0:0             | 1:1          | 2:1          | 1:3                 |                | 1:1               | 3:0       | 2:0          | 0:0             | 3:2            | 7:2          | 4:3                    | 1:3          | 3:1          | 2:0          | 1:0              |
| SSV Reutlingen 05      | 4:1              | 0:2          | 5:5             | 2:1          | 2:3          | 1:5                 | 6:2            |                   | 1:1       | 1:0          | 3:0             | 3:1            | 3:0          | 4:2                    | 2:1          | 1:2          | 3:2          | 1:2              |
| Kehler FV              | 2:0              | 0:1          | 0:1             | 3:1          | 0:1          | 0:1                 | 1:0            | 0:0               |           | 0:0          | 2:0             | 2:0            | 1:0          | 0:2                    | 3:2          | 4:0          | 1:1          | 1:0              |
| Bahlinger SC           | 0:1              | 0:1          | 2:0             | 2:1          | 3:2          | 1:4                 | 1:2            | 2:0               | 4:0       |              | 3:0             | 2:1            | 7:0          | 5:1                    | 2:3          | 3:1          | 0:2          | 0:2              |
| FC 08 Villingen        | 2:2              | 0:2          | 0:1             | 1:0          | 0:1          | 0:4                 | 2:2            | 1:0               | 2:0       | 3:4          |                 | 1:0            | 1:1          | 2:0                    | 2:2          | 4:0          | 2:2          | 1:1              |
| Offenburger FV         | 2:3              | 1:2          | 1:1             | 1:1          | 0:0          | 1:2                 | 1:1            | 3:1               | 0:0       | 2:4          | 0:3             |                | 1:2          | 3:2                    | 2:2          | 1:2          | 2:1          | 2:0              |
| SV Spielberg           | 0:0              | 2:0          | 0:3             | 2:2          | 0:2          | 3:3                 | 2:0            | 1:5               | 2:2       | 0:2          | 0:3             | 3:3            |              | 1:2                    | 2:0          | 2:3          | 2:3          | 2:0              |
| Stuttgarter Kickers II | 0:0              | 2:3          | 0:1             | 3:1          | 1:1          | 1:1                 | 0:1            | 0:1               | 0:1       | 2:2          | 0:2             | 1:1            | 2:2          |                        | 0:1          | 5:1          | 2:4          | 1:1              |
| TSV Grunbach           | 1:1              | 2:1          | 2:3             | 3:0          | 1:2          | 1:1                 | 2:1            | 2:1               | 0:0       | 5:1          | 2:2             | 0:1            | 2:1          | 1:1                    |              | 2:4          | 1:4          | 2:1              |
| FC Singen 04           | 1:6              | 1:5          | 0:3             | 0:4          | 0:2          | 0:3                 | 4:0            | 0:5               | 1:2       | 0:1          | 1:4             | 0:0            | 3:4          | 1:2                    | 1:1          |              | 5:1          | 1:3              |
| SGV Freiberg           | 2:0              | 3:1          | 1:3             | 0:1          | 2:2          | 2:4                 | 1:0            | 3:0               | 2:2       | 2:0          | 3:0             | 3:0            | 2:3          | 0:1                    | 0:0          | 2:1          |              | 4:1              |
| FSV 08 Bissingen       | 3:3              | 2:2          | 3:5             | 1:2          | 1:0          | 2:4                 | 0:1            | 0:1               | 1:1       | 1:8          | 2:1             | 0:2            | 2:3          | 0:1                    | 2:4          | 2:1          | 2:3          |                  |

## Torschützenliste
| Pl.                      | Nat.                         | Spieler              | Verein              | Tore |
| ------------------------ | ---------------------------- | -------------------- | ------------------- | ---- |
| 1                        | Deutschland                  | Dejan Bozic          | FC-Astoria Walldorf | 24   |
| 2                        | Deutschland                  | Marcel Brandstetter  | SSV Reutlingen 05   | 21   |
| 3                        | Kosovo                       | Spetim Muzliukaj     | SGV Freiberg        | 18   |
| 4                        | Deutschland                  | Benjamin Pfahler     | Bahlinger SC        | 14   |
| 5                        | Deutschland                  | Maximilian Albrecht  | FSV Hollenbach      | 13   |
| 5                        | Turkei                       | Cihad Ilhan          | VfR Mannheim        | 13   |
| 5                        | Kongo Demokratische Republik | Onesi Kuengienda     | SSV Reutlingen 05   | 13   |
| 5                        | Deutschland                  | Leutrim Neziraj      | FC Nöttingen        | 13   |
| 5                        | Deutschland                  | Fabian Schleusener   | Bahlinger SC        | 13   |
| 5                        | Deutschland                  | Alexander Zimmermann | SV Spielberg        | 13   |
| Quelle: transfermarkt.de |                              |                      |                     |      |

## Aufstiegsrunde zur Oberliga
Den letzten Aufstiegsplatz spielten die drei Vizemeister der Verbandsligen Baden, Südbaden und Württemberg aus. Dabei trafen zunächst der badische und südbadische Vizemeister in zwei Partien aufeinander, ehe der Sieger des Duells in zwei Spielen gegen den Vizemeister der Verbandsliga Württemberg den vierten Aufsteiger in die Oberliga ermittelte.
|                    | Gesamt |            | Hinspiel (5.6.) | Rückspiel (9.6.) |
| ------------------ | ------ | ---------- | --------------- | ---------------- |
| SV 98 Schwetzingen | 4:3    | VfR Hausen | 4:2 (2:1)       | 0:1 (0:1)        |

|               | Gesamt |                    | Hinspiel (12.6.) | Rückspiel (16.6.) |
| ------------- | ------ | ------------------ | ---------------- | ----------------- |
| FV Ravensburg | 6:3    | SV 98 Schwetzingen | 1:2 (0:1)        | 5:1 (1:0)         |

## Stadien
| Name                      | Stadt                    | Verein                 | Kapazität |
| ------------------------- | ------------------------ | ---------------------- | --------- |
| Wildparkstadion           | Karlsruhe                | Karlsruher SC II       | 29.699    |
| Stadion an der Kreuzeiche | Reutlingen               | SSV Reutlingen 05      | 15.228    |
| Karl-Heitz-Stadion        | Offenburg                | Offenburger FV         | 15.000    |
| Rheinstadion              | Kehl                     | Kehler FV              | 12.500    |
| Stadion am Friedengrund   | Villingen-Schwenningen   | FC 08 Villingen        | 12.000    |
| Hohentwielstadion         | Singen                   | FC Singen 04           | 12.000    |
| Rhein-Neckar-Stadion      | Mannheim                 | VfR Mannheim           | 08.000    |
| Au-Stadion                | Balingen                 | TSG Balingen           | 08.000    |
| Kaiserstuhlstadion        | Bahlingen am Kaiserstuhl | Bahlinger SC           | 05.000    |
| Elzstadion                | Neckarelz                | SpVgg Neckarelz        | 04.500    |
| FC-Astoria-Stadion        | Walldorf                 | FC-Astoria Walldorf    | 04.000    |
| Wasenstadion              | Freiberg am Neckar       | SGV Freiberg           | 04.000    |
| Panoramastadion           | Remchingen-Nöttingen     | FC Nöttingen           | 03.800    |
| Sportgelände am Bruchwald | Bietigheim-Bissingen     | FSV 08 Bissingen       | 03.000    |
| Sportplatz Spielberg      | Karlsbad-Spielberg       | SV Spielberg           | 02.000    |
| Bezirkssportanlage Waldau | Stuttgart-Degerloch      | Stuttgarter Kickers II | 02.000    |
| Eichbergstadion           | Engelsbrand-Grunbach     | TSV Grunbach           | 02.000    |
| Sportplatz im Greut       | Mulfingen-Hollenbach     | FSV Hollenbach         | 01.500    |